# Leptobrachia leptopus
Leptobrachia leptopus is een schijfkwal uit de familie Catostylidae. De kwal komt uit het geslacht Leptobrachia. Leptobrachia leptopus werd in 1821 voor het eerst wetenschappelijk beschreven door Chamisso & Eysenhardt. 